# California State University, Fullerton

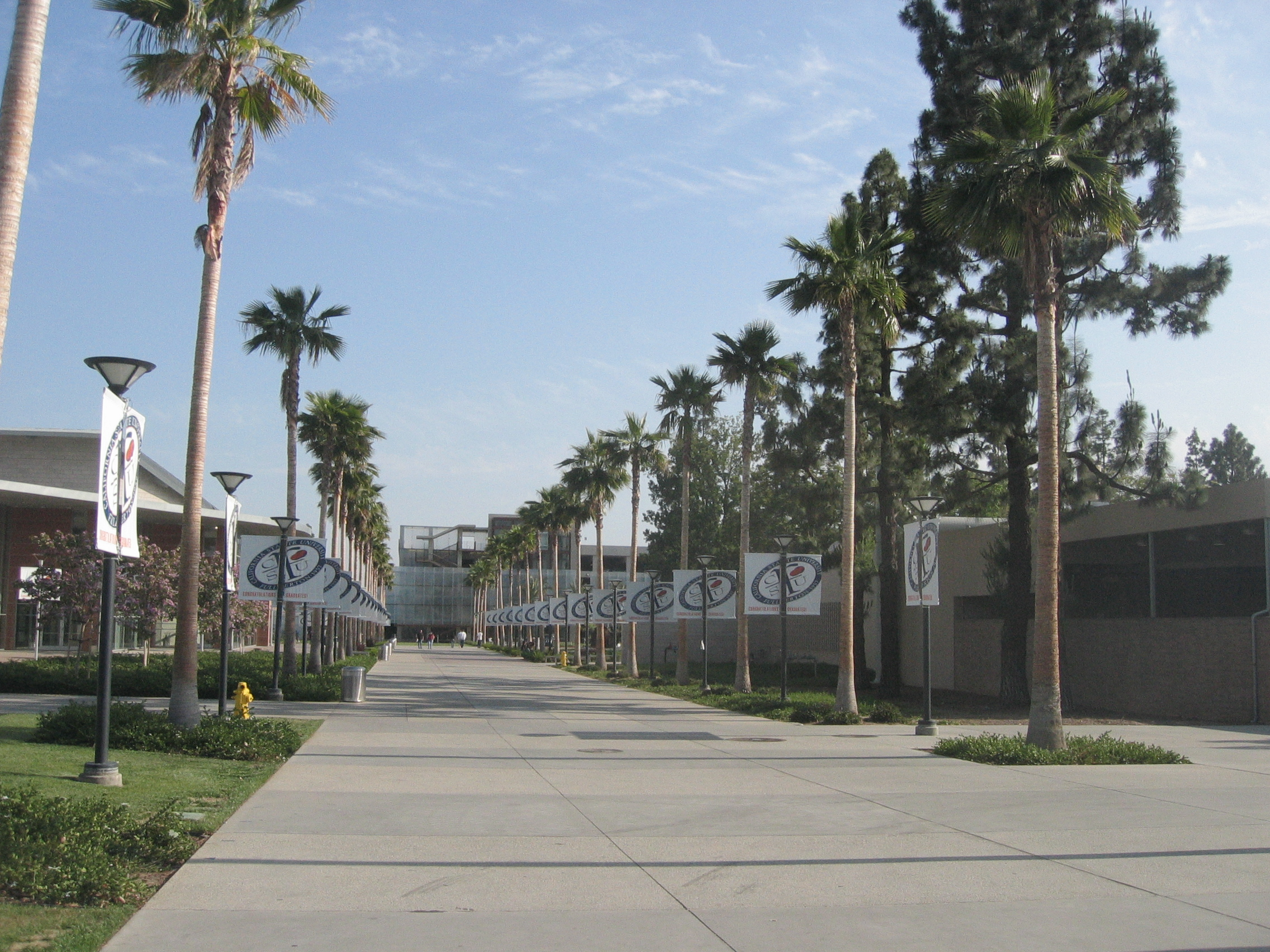
Der CSUF-Campus

Die California State University, Fullerton (auch CSUF, Fullerton State oder Cal State Fullerton genannt) ist eine staatliche Universität in Fullerton, Orange County im US-Bundesstaat Kalifornien. Mit 35.970 Studenten ist sie eine der größten Hochschulen des California-State-University-Systems.

## Geschichte
Die CSUF wurde 1957 als Orange County State College gegründet und nahm im September 1959 mit damals 452 Studenten den Lehrbetrieb auf. 1962 wurde der Name in Orange State College und 1964 in California State College at Fullerton geändert. Im Juni 1972 erhielt sie schließlich ihren heutigen Namen.
Seit der Jahrtausendwende ist die Hochschule schnell gewachsen. Was dazu führte, dass die Cal State Fullerton während des Herbstsemesters mit 37.130 Studenten die höchste Anzahl an Immatrikulationen aller 23 Standorte der CSU hatte.

## Studienangebot
Das Studienangebot umfasst unter anderem
- Geistes- und Sozialwissenschaften
- Gesundheit und menschliche Entwicklung
- Ingenieurwissenschaften und Informatik
- Kommunikationswissenschaften
- Künste
- Naturwissenschaften und Mathematik
- Pädagogik
- Wirtschaftswissenschaften

Die Wahl des Elefanten, der Tuffy the Titan genannt wurde, als Maskottchen der Hochschule stammt aus den frühen 1960er Jahren als der Campus das erste Hochschul-Elefanten-Rennen der Menschengeschichte ausrichtete. Die Veranstaltung zog 10.000 Zuschauer, 15 Dickhäuter, ein Telegramm von Richard M. Nixon und weltweite Berichterstattung an.

## Sport

Die CSUF-Titans

Die Hochschule ist Mitglied der Big West Conference und die Sportteams der CSUF werden die Titans genannt. Auf dem Gelände der Universität liegt das Titan Gymnasium, in dem die Volleyball- und Basketballmannschaften spielen.

## Bekannte Studenten/Absolventen
Zu den CSUF-Alumni gehören ein Astronaut, der zweimal ins All gereist ist, der neue Sprecher der kalifornischen Versammlung, weitere Politiker und Oscar-gekrönte Regisseure, Schauspieler, Produzenten und Kameraleute, preisgekrönte Journalisten, Autoren und Drehbuchautoren, national anerkannte Lehrer, Präsidenten und CEOs führender Unternehmen, internationale Opernstars, Musiker und Broadway-Stars sowie Berufssportler, Olympioniken, Ärzte, Wissenschaftler, Forscher und soziale Aktivisten.
Einige der bekannten CSUF Absolventen sind Gwen Stefani, Tracy Caldwell Dyson, Jack O’Connell, Ed Royce, Kevin Costner, Lou Correa, Kim Krizan, Marc Cherry, Ashley Force Hood, Michele Ruiz, Kirsten Vangsness, Tony Reagins, Gabe Kapler und Matt Chapman.
Die Zahl der Titan-Alumni beläuft sich auf mehr als 210.000.